# Beyersdorf
Beyersdorf ist ein Ortsteil der Ortschaft Glebitzsch der Stadt Sandersdorf-Brehna im Landkreis Anhalt-Bitterfeld in Sachsen-Anhalt, Deutschland.

## Geografie
Der Ort liegt in unmittelbarer Nähe zur Bundesautobahn 9.

## Geschichte
Die erste urkundliche Erwähnung des Dorfes stammt aus dem Jahr 1161 (damals noch in der Form Beieristrorp), vermutlich reicht die Siedlungsgeschichte aber bis ins 8. Jahrhundert zurück. Der Name Beyersdorf, der auch in den Formen Beyersdorp (1292) und Beyersdorff (1531) vorkommt, ist auf einen ehemaligen Rittergutsbesitzer namens "Beristorpe" zurückzuführen. Geschichtlichen Aufzeichnungen nach war Beyersdorf ein Bauerndorf in Form eines nach Westen ausgerichteten Rundlingsdorfes und mit seinem Nachbardorf Glebitzsch, mit dem es auch im 19. Jahrhundert zu einem Pfarramt vereinigt war, seit ihrer Entstehung wirtschaftlich und kulturell eng verbunden. Sie gehörten beide zur Grafschaft Brehna und später bis 1815 zum kursächsischen Amt Bitterfeld. Durch die Beschlüsse des Wiener Kongresses kamen sie zu Preußen und wurden 1816 dem Kreis Bitterfeld im Regierungsbezirk Merseburg der Provinz Sachsen zugeteilt, zu dem sie bis 1944 gehörten.
Beyersdorf selber war durch die Jahrhunderte landwirtschaftlich geprägt. Bis in das 19. Jahrhundert ist aus Rechnungen des Brehnaer Klosters Beyersdorf als Weinbauort nachweisbar. Angeblich soll der Beyersdorfer Wein ziemlich sauer gewesen sein. Im Norden des Dorfes befindet sich das ehemalige Rittergut Juliushof, das nach der Bodenreform die Grundlage für 13 Neubauernstellen bot. Im Frühjahr 1953 wurde die LPG Beyersdorf-Juliushof gebildet. Des Weiteren gab es eine Försterei, die auch für den einst nördlich von Brehna gelegenen Laubwaldkomplex und den Gutspark zuständig war. 1955 erstreckten sich dort nur noch Weizen- und Zuckerrübenfelder.
1937/1938 führte der Bau der Autobahn Berlin-München (Bundesautobahn 9) zu entscheidenden Einschnitten in der Landschaft. Hierdurch wurde Beyersdorf von Glebitzsch geographisch bedeutsam für Lebensraum und -umfeld der Einwohner abgeschnitten. Beide Dörfer sind seitdem lediglich durch zwei Brücken verbunden.
Durch die in den 1970er Jahren beginnende Konzentration und Spezialisierung in der landwirtschaftlichen Produktion wurden auch in Beyersdorf viele Scheunen und Stallungen nicht mehr genutzt und zerfielen immer mehr. Die Wohnbedingungen verschlechterten sich von Jahr zu Jahr, die Abwanderung insbesondere junger Menschen in die Städte war unausweichlich.
Die auf dem ehemaligen Gutshof Juliushof lebenden Einwohner (1956 ca. 100) verließen im Laufe der Jahre die ihnen mit der Bodenreform übereigneten Gebäude und Grundstücke. Die letzte Familie siedelte 1984 nach Beyersdorf um.
Anfang der 90er Jahre konnte durch vielfältige und umfangreiche Förderprogramme des Staates eine Kehrtwende eingeleitet werden.
In diesem Rahmen ist u. a. in Beyersdorf im Westen ein neues Wohngebiet an der Zörbiger Straße mit Einfamilienhäusern entstanden.
Wie in den meistern Dörfern des Landkreises wurde auch in Beyersdorf, südlich der Kirche, auf dem Friedhof ein Kriegerdenkmal aus Sandstein errichtet. Es enthält neben der Aufzählung der Opfer, welches in diesem besonderen Fall nur ein Mann aus Beyersdorf war, zu allen vier Seiten eingelassene Reliefe, kriegerischer und bäuerlicher Symbolik.

### Einwohnerentwicklung
| Jahr | Einwohner |
| ---- | --------- |
| 1815 | 116       |
| 1871 | 132       |
| 1900 | 217       |
| 1910 | 197       |
| 1925 | 271       |
| 1932 | 280       |
| 1939 | 254       |
| 1945 | 600       |
| 1994 | 120       |
| 2009 | 111       |

## Gemeindeverwaltung
Beyersdorf war bis zum 19. Juli 1950 eine rechtlich selbstständige Gemeinde. Am 20. Juli 1950 wurde Beyersdorf zusammen mit Köckern (siehe auch Raststätte Köckern) nach Glebitzsch eingemeindet. Von 1994 bis 2004 wurde Beyersdorf innerhalb der Gemeinde Glebitzsch von der Verwaltungsgemeinschaft (VG) „Am Strengbach“ verwaltet. Die VG hatte ihren Sitz in der Stadt Brehna und in der Gemeinde Roitzsch. Seit 2004 wird – durch die Auflösung der Verwaltungsgemeinschaft „Am Strengbach“ aufgrund erfolgter Änderungen für die Mindesteinwohnerzahl – Glebitzsch Mitgliedsgemeinde der Verwaltungsgemeinschaft „Bitterfeld“ und von ihr verwaltet. Sie hatte ihren Hauptsitz in der Trägergemeinde Stadt Bitterfeld. Mit Neubildung der Stadt Bitterfeld-Wolfen zum 1. Juli 2007 wurde auch die Verwaltungsgemeinschaft neu gebildet. Sie heißt fortan Verwaltungsgemeinschaft Bitterfeld-Wolfen
Bis 2011 musste die selbstständige Gemeinde Glebitzsch innerhalb dieser per Gesetz festgelegten Frist (freiwilligen Phase) versuchen, sich einer Einheitsgemeinde mit mindestens 10.000 Einwohnern anzuschließen (Eingliederung). Auf Grund einer Einwohnerzahl unter 10.000 sollte die Gemeinde Glebitzsch nicht mehr selbständig sein. Zur Eingliederung in eine andere Gemeinde musste Glebitzsch eine gemeinsame Gemarkungsgrenze mit dieser besitzen. Aufgrund dieser Tatsachen konnte Glebitzsch mit der Stadt Zörbig oder der Gemeinde Sandersdorf vereinbaren. Eine Eingliederung in die Stadt Brehna wäre bedeutungslos gewesen, da Brehna hierdurch keine 10.000 Einwohner erreichen konnte.
In einer öffentlichen Bekanntmachung durch das Amtsblatt der Verwaltungsgemeinschaft Bitterfeld-Wolfen vom 1. Oktober 2008 (Sonderbekanntmachung) wurde bekanntgegeben, dass am 29. September 2008 im Glebitzscher Gemeinderat beschlossen wurde, am 7. Dezember 2008 eine Bürgeranhörung durchzuführen. Bei der Anhörung konnten die Bürger mit "Ja" oder "Nein" auf folgende Frage antworten: "Soll die Gemeinde Glebitzsch in die Gemeinde Sandersdorf eingegliedert werden?"
Nach erfolgter öffentlicher Bekanntmachung im Amtsblatt der Verwaltungsgemeinschaft Bitterfeld-Wolfen wurde durch die Bürgeranhörung vom 7. Dezember 2008 folgendes Abstimmungsergebnis erzielt. Von 546 Abstimmungsberechtigten, wurden 133 gültige Stimmen abgeben (24,54 %). Von den 133 gültigen Stimmen haben 103 mit "Ja" (77,44 %) und 30 Stimmen mit "Nein" (22,56 %) gestimmt. Die Mehrheit der gültigen Stimmen lautet somit auf "Ja".
Am 19. Dezember 2008 wurde nach vorangegangenem Beschluss des Gemeinderates von den Bürgermeistern der Gemeinden Sandersdorf, Glebitzsch, Petersroda und Roitzsch sowie der Stadt Brehna ein Gebietsänderungsvertrag unterschrieben, der die Bildung der Stadt Sandersdorf-Brehna zum 1. Juli 2009 vorsah.
Ab diesem Zeitpunkt ist Beyersdorf nach entsprechendem Ortsrecht, ein Ortsteil der Ortschaft Glebitzsch und zugleich ein Ortsteil der neugebildeten Stadt Sandersdorf-Brehna.

## Schulbetrieb
Die erste Schule der Parochie wurde in Beyersdorf, dem Sitz des Pfarrers, eingerichtet. Dorthin mussten auch die Kinder der beiden anderen Orte (Glebitzsch, Köckern) gehen.
Köckern jedoch schickte aufgrund des "beschwehrlichen" Weges seine Kinder bald statt nach Beyersdorf zu einem Präzeptor, den sich die Gutsbesitzer von Köckern hielten.
Die Schulverhältnisse in Glebitzsch lagen ähnlich. Es bildete zwar zusammen mit Beyersdorf einen Schulverband, aus einem Bericht des Epohrus (Superintendent) von Brehna geht jedoch hervor, dass die "achtsamsten und angesehensten Eltern" von Glebitzsch ihre Kinder nicht in die Kommunalschule nach Beyersdorf schickten, sondern eine "Privatschule" mit einem Privatlehrer einrichteten. Hierfür wurde dort 1845–1848 ein eigenes Schulhaus gebaut und die Privatschule in eine Kommunalschule umgewandelt. 1842 besuchten 26 Kinder die Privatschule und 32 gingen in die Kommunalschule nach Beyersdorf.
Um 1900 ging das Bestreben der Lehrer aller Ortschaften dahin, die drei Gemeinden zu einem Schulverband zu vereinen und ein gemeinsames Schulgebäude zu errichten. Das Vorhaben scheiterte aber am Widerstand des Schulvorstandes der einzelnen Gemeinden. So wurde für Glebitzsch 1912 und für Köckern 1914 ein Neubau bezugsfertig errichtet.
Während des Ersten Weltkrieges wurden alle drei Schulen zusammengelegt und die durchschnittliche Kinderzahl von 160 von nur einem Lehrer unterrichtet.
In der Folgezeit war der Unterricht in allen drei Schulen einklassig. Die Schulkinderzahl stieg nicht über 60.
Während des Zweiten Weltkrieges wurden die Schulen wieder zusammengelegt und größtenteils von nur einem Lehrer unterrichtet.
1945 stieg die Zahl der Kinder durch Umsiedlerkinder in Beyersdorf auf 100. Diese wurden in zwei Klassen von einer Lehrerin, der damals 19 Jahre alten Umsiedlerin Charlotte Warzok aus Schlesien, die ihr Lehrerexamen durch eine Kriegsnotprüfung abschloss, unterrichtet.
1946 wurde die Kriegsnotprüfung der Lehrerin jedoch bereits nicht mehr anerkannt. Nachdem eine Nachprüfung verlangt wurde, kündigte sie. Da in der Zeit zusätzlich der Lehrer von Köckern erkrankt war, mussten zeitweise die 300 Kinder der drei Orte von zwei Lehrern aus Glebitzsch unterrichtet werden. Jeder war Klassenlehrer von vier Klassen. 1947 erhielten Beyersdorf und Glebitzsch je einen Neulehrer. Zu Beginn des Schuljahres wurden beide Schulen zusammengelegt. Köckern konnte der "Zentralschule" wegen Raummangel nicht angeschlossen werden. Die neue "Zentralschule" war fünftklassig, hatte vier Lehrer und vier Schulräume. Infolge des Rückgangs der Kinderzahl konnte 1948 schon das 7. und 8. Schuljahr von Köckern in der Zentralschule in Glebitzsch angegliedert werden. Durch weiteren Rückgang der Kinderzahl aller drei Orte auf 240 konnten 1949 alle in der Zentralschule zusammengefasst werden. Die "Zentralschule" war nun sechsklassig, hatte fünf Lehrer und fünf Schulräume. Zwei davon befanden sich in Beyersdorf.
1957 wurde der Kulturraum der LPG in Beyersdorf als sechster Klassenraum für die 8. Klassen eingerichtet.
Ab 1959 wurden die 17 Schulkinder der 7. und 8. Klassen durch ein kombiniertes Schulsystem in die Nachbarschule in Ramsin eingegliedert.

## Romanische Dorfkirche

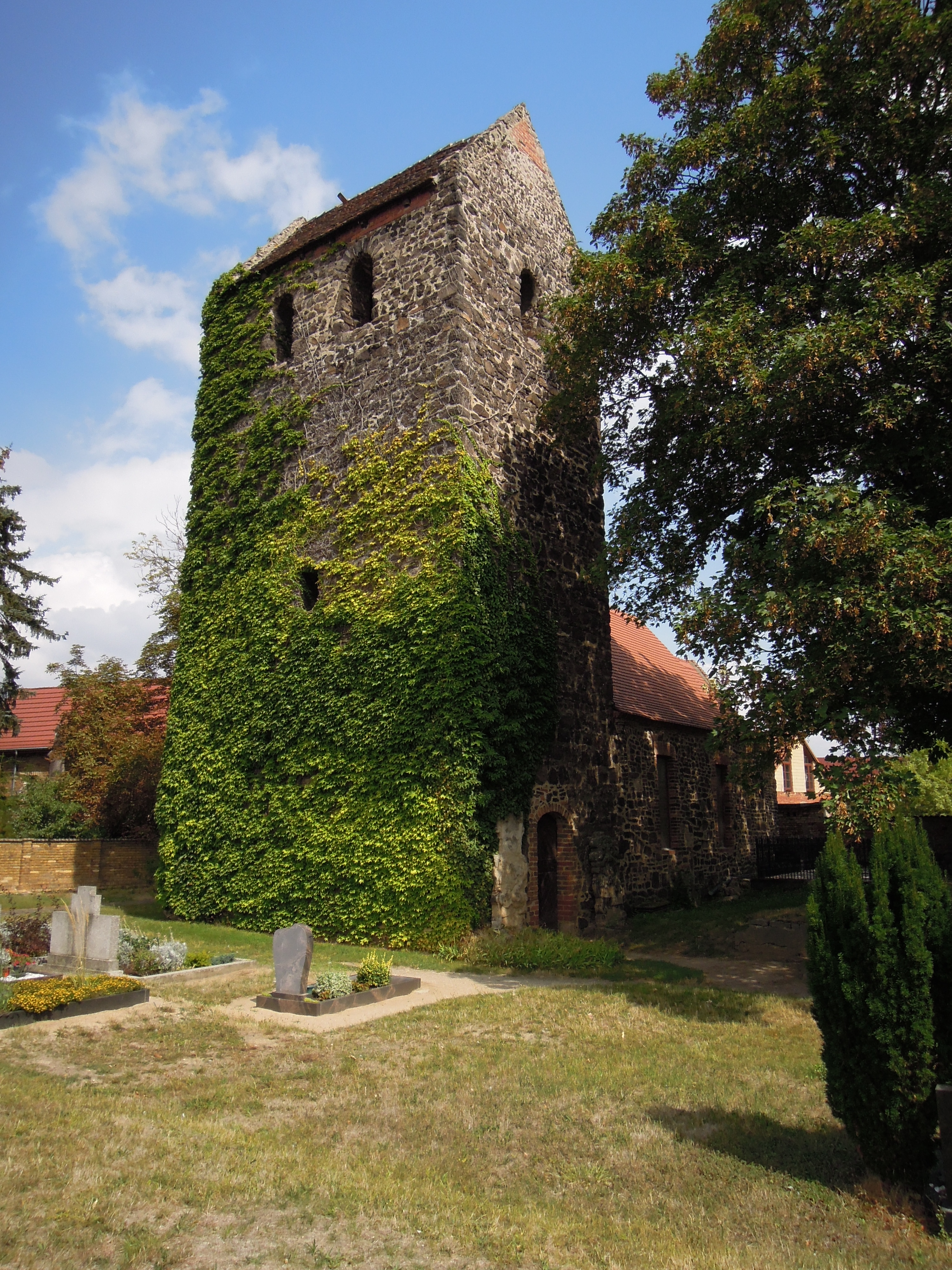
Südwestansicht (2022)

Das Kirchengebäude ist ein kleiner einschiffiger romanischer Bruchsteinbau mit eingezogenem Chor und jüngerem, geraden Ostschluss. Die Bruchsteine sind wahrscheinlich dem nahen Quetzer Bruch entnommen worden. Die ursprüngliche Form ist trotz Umbauten im 17. Jahrhundert noch gut erkennbar. Der Westquerturm hat Schallöffnungen und ein Satteldach. Der Turmraum ist in das Schiff einbezogen. Die Fenstergewände bestehen aus Backstein. Die innere Holztonne besitzt eine umlaufende Empore, datiert auf das Jahr 1612. Die Patronatsloge befindet sich an der Nordseite, ein schlichter Kanzelaltar aus dem 18. Jahrhundert an der Ostseite. Im Innern befindet sich zudem eine Sandstein-Taufe, datiert auf das Jahr 1674. Außen am Turm stehen einige Grabsteine, teilweise aus dem Barock.
Im Inneren ist weiter ein spätgotischer Sakramentsschrein in der Ostwand. Das leere Sepulcrum in der Altarmensa ist von ungewöhnlich länglicher Form.
Die Glocke von 1,15 m Durchmesser hat einerseits die Schrift: „Gott segne die Kirchfahrt Beyersdorf und Juliushof“ sowie darunter: „Gegossen von Gebr. Ulrich in Laucha a/U. 1883“ andererseits das reliefierte Brustbild Luthers mit der Unterschrift: „1483 D. M. Luther 1883“ und der Überschrift: „Eine feste Burg ist unser Gott“.
Es befindet sich in der Kirche eine um 1856 erbaute Orgel, die am 4. Dezember 2008 auf Veranlassung des Förder- und Interessenverein Beyersdorfer Kirche und Umgebung e. V. von der Firma Wäldner aus Halle zuständlich untersucht wurde. Der Untersuchungsbericht vermutet aufgrund diverser Ähnlichkeiten zu anderen Orgelwerken mit gesicherter Herkunft, dass die Beyersdorfer Orgel ebenso aus der Werkstatt Wäldners stammen könnte. Er nimmt keinen direkten Bezug auf historische Quellen und klärt nicht, ob diese verloren oder für die Berichterstellung unzugänglich waren.
1977 hatte der Evangelische Kreiskirchenrat Brehna und der Gemeindekirchenrat beschlossen, die Kirche aus finanziellen Gründen stillzulegen. Das Inventar und das Kirchengut sollten entfernt und sichergestellt werden.
Diesem Umstand geschuldet steht die Kirche seit mehr als 40 Jahren leer und ist dem Verfall preisgegeben. Das zeigt sich insbesondere im Kirchinneren.
2008 hat sich eine Initiative gebildet, die die Kirche als Veranstaltungsort nutzen konnte. 

### Förderverein
Am 31. Januar 2009 hat sich ein Förder- und Interessenverein Beyersdorfer Kirche und Umgebung e. V. mit dem Ziel gegründet die Kirche zu erhalten und deren bauliche Substanz und Einrichtungen wiederherzurichten. Der Verein will auch über Veranstaltungen, z. B. Konzerte, Vorträge oder Ausstellungen, auf die kleine Dorfkirche aufmerksam machen. Hierdurch soll die Kirche wieder mehr in den Mittelpunkt des Ortes und die Dorfgemeinschaft rücken.

## Persönlichkeiten
- Arthur Golf (1877–1941), Agrarwissenschaftler.
- Johann Heinrich Horn († 1713), Besitzer des Sattelhofes in Beyersdorf und Amtmann in Bitterfeld
- Peter Blumendorf (* 1945), Vizepräsident der Fachhochschule Hannover (1996–2008)